# Lucien Balibar
Pour les articles homonymes, voir Balibar.
Lucien Balibar est un ingénieur du son et un monteur son français.

## Biographie
Il fait des études de cinéma à l'École nationale supérieure Louis-Lumière (département son, promotion 1993) puis à la Femis (département son, promotion 1997).

## Filmographie (sélection)
- 1995 : La Croisade d'Anne Buridan de Judith Cahen
- 2000 : Promenons-nous dans les bois de Lionel Delplanque
- 2001 : Sexy Boys de Stéphane Kazandjian
- 2002 : Vingt-quatre heures de la vie d'une femme de Laurent Bouhnik
- 2002 : Le Raid de Djamel Bensalah
- 2002 : Se souvenir des belles choses de Zabou Breitman
- 2003 : Swimming Pool de François Ozon
- 2004 : Les Dalton de Philippe Haïm
- 2005 : Les Chevaliers du ciel de Gérard Pirès
- 2005 : Imposture de Patrick Bouchitey
- 2006 : Président de Lionel Delplanque
- 2007 : Chrysalis de Julien Leclercq
- 2007 : L'Invité de Laurent Bouhnik
- 2008 : Mes stars et moi de Lætitia Colombani
- 2008 : Bienvenue chez les Ch'tis de Dany Boon
- 2008 : Cortex de Nicolas Boukhrief
- 2009 : Gardiens de l'ordre de Nicolas Boukhrief
- 2009 : Safari d'Olivier Baroux
- 2010 : Rien à déclarer de Dany Boon
- 2010 : Le Mac de Pascal Bourdiaux
- 2010 : From Paris with Love de Pierre Morel
- 2011 : Impardonnables d'André Téchiné
- 2012 : David et Madame Hansen d'Alexandre Astier
- 2012 : Dépression et des potes d'Arnaud Lemort
- 2012 : Comme un chef de Daniel Cohen
- 2012 : Parlez-moi de vous de Pierre Pinaud
- 2013 : 20 ans d'écart de David Moreau
- 2013 : La Vénus à la fourrure de Roman Polanski
- 2013 : La Grande Boucle de Laurent Tuel
- 2014 : Supercondriaque de Dany Boon
- 2015 : Au plus près du soleil d'Yves Angelo
- 2015 : L'Odeur de la mandarine de Gilles Legrand
- 2015 : Chic ! de Jérôme Cornuau
- 2016 : Raid dingue de Dany Boon
- 2016 : Demain tout commence d'Hugo Gélin
- 2016 : Radin ! de Fred Cavayé
- 2016 : Adopte un veuf de François Desagnat
- 2017 : D'après une histoire vraie de Roman Polanski
- 2017 : L'Un dans l'autre de Bruno Chiche
- 2018 : La Ch'tite Famille de Dany Boon
- 2018 : Les Municipaux, ces héros d'Éric Carrière et Francis Ginibre
- 2018 : J'accuse de Roman Polanski

- 2021 : Chacun chez soi de Michèle Laroque
- 2021 : La Fine Fleur de Pierre Pinaud
- 2022 : Notre-Dame brûle de Jean-Jacques Annaud
- 2022 : Alors on danse de Michèle Laroque
- 2022 : Zaï zaï zaï zaï de François Desagnat
- 2023 : Neneh Superstar de Ramzi Ben Sliman
- 2023 : Flo de Géraldine Danon
- 2023 : Une affaire d'honneur de Jean-Bernard Marlin
- 2024 : Jamais sans mon psy de Arnaud Lemort
- 2025 : Badh de Guillaume de Fontenay

## Distinctions

### Nominations
- César 2014 : César du meilleur son pour La Vénus à la fourrure
- César 2020 : César du meilleur son pour J'accuse